# كينجي تاكيشي
كينجي تاكيشي (باليابانية: 武市 憲資) (مواليد 25 يونيو 1977)، هو لاعب كرة قدم سابق كان يلعب كمدافع.